# 实兆远
实兆远（馬來語：或，是Setia Kawan的组合词，意即“忠实的朋友”）是马来西亚霹雳州曼绒县的一个区，因其居民多为福州裔华人，也称为小福州。实兆远区面积为331.5平方公里（128平方英里），2000年的人口为95,920。其主要城市实兆远镇位于北纬4°13′, 东经100°42′。

## 历史
实兆远原来的马来语名称是Kampung Sungai Gajah Mati。在来自中国福州的移民（主要来自古田县）进行开垦之后，这里成为了一个繁荣的居民点。
Kampung Sungai Gajah Mati在马来语中的字面意思是“大象死去的河流边的村庄”，根据传说，有两只大象在这里淌水，其中的一只被背负的锡矿石压垮，陷入了落潮期的天定河（Dinding River）的河泥中。人们尽力营救却徒劳无益，只得放弃。然而另外一只大象却不愿离开它的同伴，最后在涨潮时双双淹死。Setia Kawan（“忠实的朋友”）的名字由此而来。
在19世纪末，锡矿和橡胶是当地主要的贸易品。它们由大象搬运，并装卸上蒸汽轮船运往槟榔屿（Penang）。1870年代，一场天花在这里爆发，由于中国的信仰认为更改地名能够改善风水，当地人就将地名改为Setia Kawan，即“忠实的朋友”，以此来达到天人和谐，并抚慰死去的大象。
1903年9月，363名福州基督徒，包括72名妇女及55名小童等，为了摆脱在福建被義和團的迫害，移民到了实兆远。他们由林称美与柳依美牧师等带领，在今天的甘文阁镇（Kampung Koh）定居下来。这些移民大多在实兆远的橡胶种植园工作。福州移民还在1930年代和1950年代挖掘了四口井，这些遗迹至今仍保留着，只是不再被使用。
民間對於「实兆远」地名的由來，有一套俗說：363名福州基督徒，乘船抵達实兆远甘榜（Kampung Sitiawan）上陸時，彼此的说：“实在远，实在远！”，後來演變為「实兆远」。
马来亚共产党领导人，福清籍华人陈平于1924年出生于实兆远。

## 发展
实兆远最初是个以橡胶采集和乳胶加工为经济支柱的小居民点。这里的居民是中国福州古田县移民的后代。英国殖民当局鼓励当地早期居民种植水稻，然而居民们在发现当地土壤不适合稻米种植之后，转而从事畜牧业，后来又转向更为适合的橡胶种植业。
伴随着城市的迅速发展，昔日的种植园和庄园成为了居民区和商业区。到了1980年代，由于棕油的价格超过了橡胶及乳胶，且油棕种植业需要的人力更少，剩余的大橡胶园大多被改为棕榈种植园。
旅游业并非当地的支柱产业，但由于该城离旅游胜地邦咯岛（Pangkor Island）很近，在经济上也获得了一定的受益。
1990年代以来，实兆远城市发展迅猛。其中一个主要原因是马来西亚海军在距市中心10公里处的红土坎（Lumut）建立了目前全马来西亚最大的海军基地。船员的消费力带动了城市商业的发展。

## 教育
实兆远有许多学校，比如育智国民中正小学，阿末博思达曼中学（Sekolah Menengah Kebangsaan Ahmad Boestamam）、南华国民型华文中学、南华独立中学，英华中学。阿末博思达曼中学是以为马来西亚独立做出贡献的阿末博思达曼（Ahmad Boestamam）的名字命名的。
南华国民型华文中学最初是私立的华文学校，后来成为半公立的中学。2006年9月1日在南华华中礼堂举行了该校70周年校庆。在古田会馆的大厅举办了千人宴会来纪念这个日子。
英华中学的前身是华人基督教传教士办的英文学校，也是实兆远历史最久远的中学。2003年该校举行了百年校庆。英华中学也是曼绒县第一个成立童子军的学校。

## 閩都文化
实兆远閩都文化的痕迹非常显著。红糟面线的制作，光饼及酸辣鱼鳔都是独特的福州传统饮食，其中，“甘文閣辣椒醬”是實兆遠具有特色的辣椒醬，遠近馳名。这些饮食是实兆远居民，尤其是甘文阁区居民日常生活的重要部分。

## 现代实兆远
近年来沟通红土坎、斯里曼绒（Seri Manjung）和实兆远的天定河水上交通发展迅速，在带来经济繁荣的同时也给实兆远带来了污染问题。实兆远的经济主要依靠橡胶、棕榈油、矿业、渔业和造船。
公元2000年前后，实兆远居民开始参与金丝燕的保护运动。